# SV Neufahrwasser
SV Neufahrwasser was een Duitse voetbalclub uit Neufahrwasser, een stadsdeel van de stad Danzig, dat na de Tweede Wereldoorlog door Polen werd ingelijfd en nu Gdańsk heet.

## Geschiedenis
De club werd in 1919 opgericht. In 1922 speelde de club voor het eerst in de Bezirksliga Danzig en werd laatste. In 1925 werd de club kampioen en plaatste zich voor de Baltische eindronde. De club werd samen met Titania Stettin tweede en speelde nog een play-off voor de nationale eindronde, maar verloor die met 4-1. Twee jaar later werd de club opnieuw kampioen en verloor nu in de eindronde alle vijf de wedstrijden. In 1929 werden ze opnieuw kampioen, maar ook nu eindigden ze laatste in de eindronde. In 1931 werd de club kampioen en ging naar de Grensmarkse eindronde, een soort tussenronde tussen de Bezirksliga en de Baltische eindronde. De club bereikte de finale, die ze verloren van Polizei SV Elbing. Door de strenge winters in het Baltische gebied werden de competities vanaf begin jaren dertig vroeger gespeeld. Zo werd de competitie van 1933/34 reeds in 1932 begonnen. Men wist toen nog niet dat de competitie in 1933 ingrijpend zou veranderen nadat de NSDAP aan de macht kwam in Duitsland. De Gauliga werd ingevoerd als nieuwe hoogste klasse en verving de talloze regionale competities. Uit Danzig plaatsten zich drie clubs voor de Gauliga Ostpreußen. Het seizoen 1933/34 waarin Neufahrwasser vierde eindigde werd niet uitgespeeld, en de club moest hierna van start in de Bezirksliga.
In het eerste seizoen werd de club tweede achter Polizei SV Danzig. In het tweede seizoen werd de club derde. Na dit seizoen werd de competitie geherstructureerd en werden de clubs uit de Gauliga samengevoegd met de clubs uit de Bezirksliga verdeeld over vier reeksen, waarvan de top twee zich voor de eigenlijke Gauliga plaatste. Neufahrwasser slaagde er geen enkele keer in om zich voor de eigenlijke Gauliga te plaatsen in de drie seizoenen dat dit systeem toegepast werd. In 1938 werd de Gauliga als één competitie met tien clubs ingevoerd waar de club zich dus niet voor plaatste.
In 1940 werd West-Pruisen door het Derde Rijk geannexeerd en werd de Gauliga Danzig-Westpreußen opgericht.
In het eerste seizoen werd de club derde en het jaar erna tweede. In 1942/43 werd de club met één punt voorsprong op Luftwaffen-SV Danzig kampioen. Hierdoor plaatste de club zich voor de eindronde om de Duitse landstitel. De club trof in de eerste ronde VfB Königsberg en werd met 3-1 verslagen. Het volgende seizoen werd de club nog derde, daarna werd de competitie niet afgemaakt door het nakende einde van de Tweede Wereldoorlog.
Nadat de Russische troepen in maart 1945 Danzig veroverden en bij Polen voegden werd de club opgeheven.

## Erelijst
Gauliga Danzig-Westpreußen
1943
Kampioen Danzig
1925, 1927, 1929